# Блохин, Юрий Дмитриевич
Ю́рий Дми́триевич Блохи́н (22 марта 1932 года — 1993) — российский авиаконструктор, заместитель главного конструктора НПО «Молния» Минавиапрома СССР.

## Биография
Работал в Дубненском филиале ОКБ-155 (КБ А. И. Микояна) и отделении-комплексе ОК-105, с 1967 года — начальник ОКБ.
С 1956 года — один из разработчиков П-15 (противокорабельной крылатой ракеты морского базирования РКа).
В 1965 года руководил группой по испытаниям ракеты Х-22, которая вскоре была принята на вооружение.
С 1968 года — один из руководителей проекта 105 «Спираль» (аналог космического пилотируемого корабля). Работы были приостановлены в связи с переориентацией на систему «Буран».
С 1976 года — заместитель главного конструктора НПО «Молния» Минавиапрома СССР.
Участник создания космического комплекса «Буран».

## Награды
- Орден «Знак Почёта».

Есть информация, что Блохин был лауреатом Ленинской премии 1961 года и Государственной премии СССР за 1971 и 1975 годы. 

## Источник
- Жизнь, отданная без остатка
- https://web.archive.org/web/20160303141910/http://dmzdubna.ru/page66.html